# Bartomeu Melià
Bartomeu Melià (Porreres, 7 de dezembro de 1932 - Assunção, 6 de dezembro de 2019) foi um jesuíta e antropólogo espanhol.

## Biografia
Melià entrou na Companhia de Jesus em 15 de outubro de 1949. Radicou-se no Paraguai em 1954, onde foi ordenado padre e iniciou seus estudos da língua e da cultura guarani, tendo o padre Antonio Guash como primeiro professor.
Tornou-se doutor pela Universidade de Estrasburgo em 1969, com a tese A criação de uma linguagem cristã nas missões dos guarani no Paraguai, tornando-se discípulo e colaborador de León Cadogan.
Foi professor de etnologia e cultura guarani da Universidade Católica de Assunção e presidente do Centro de Estudos Antropológicos desta mesma universidade. Foi diretor das revistas Suplemento Antropológico e Estudios Paraguayos até 1976, quando foi obrigado a sair do país após repudiar publicamente o massacre sistemático dos Ache-Guayaki.
No Brasil desde 1977, para onde foi para ser professor visitante da Universidade de São Paulo (USP) , passaria ainda pela Universidade de Campinas e seria coordenador da Missão Anchieta, onde alternou a investigação científica com o trabalho de indigenista entre os Enawene-nawé do Mato Grosso do Sul. Depois trabalhou entre os Caingangues em Miraguaí, Rio Grande do Sul e lecionou na Unisinos. Retornou ao Paraguai após a queda da ditadura, em 1989, e alternou seus trabalhos de campo entre os guarani e suas investigações em etno-história e etnolinguística.
Participou ativamente de diversos programas de educação intercultural bilingue tanto no Paraguai com na Bolívia, Brasil e Argentina. Também foi membro da Comissão Nacional de Bilinguismo do Paraguai.
Faleceu em 6 de dezembro de 2019, um dia antes de completar 87 anos, após uma queda que causou uma lesão grave no quadril, resultando num quadro de insuficiência hepática. Foi enterrado no cemitério dos Jesuítas, no Centro de Espiritualidade Santos Mártires, na cidade de Limpio, no Paraguai. Era membro da Academia Paraguaia de Língua Espanhola, da Real Academia Espanhola de História e da Academia Paraguaia de História.

## Prêmios
- Prêmio Nacional de Ciência, 2004.
- Nacionalidade honorária do Paraguai, pelo Congresso Nacional, 2005.
- Prêmio Bartolomé de las Casas, da Embaixada da Espanha em Assunção, 2010.
- Cidadania paraguaia, 2011.
- Orden Nacional del Mérito Comuneros, pela contribuição e defesa dos povos guaranis, da Câmara dos Deputados do Paraguai, 2012.
- Doutor Honoris Causa da Universidade Católica de Assunção, 2012.
- Doutor Honoris Causa da Universidade Pontifícia de Comillas, 2018.
- Distinção por sua inestimável contribuição à sociedade paraguaia e latino-americana, em defesa dos direitos linguísticos e culturais, à democracia e à justiça, do Senado Paraguaio, 2019.

## Obras
- Gua'i rataypy -  Fragmentos del folklore guaireño (León Cadogan; de. preparada por Bartomeu Melià). 1998. 177 p.
- El Paraguay inventado. 1997. 131 p.
- El guaraní a su alcance (com Luis Farré e A. Perez). 1995.
- Elogio de la lengua guarani. 1995. 179 p.
- Guaraníes y jesuitas en tiempo de las misiones. Una bibliografía didáctica (com Liane Ma. Nagel). 1995, 305 p.
- El guaraní conquistado y reducido. Ensayos de etnohistoria. 1993. 301 p.
- Arte de la lengua guaraní (1640) (Antonio Ruiz de Montoya) Edición Facsimilar con introducción y notas por Bartomeu Melia, S. I. Transcripción actualizada del texto original por Antonio Caballo Piñero, 1993, 307 p.
- La lengua guaraní del Paraguay:  Historia, sociedad y literatura. Madrid, 1992. 340 p.
- Educaçao indígena e alfabetização. São Paulo, 1979.
- Ko'êtî  Ka'akupe Paraguay. 1973. 41 p.
- La agonía de los ache-guayaki. Assunção, 1973.
- Ka'akupeñe'ê renda; ñande paî-tavytera ñande paraguaipe. Pedro Juan Caballero, 1973.